# Saint-Christol (Ardèche)
Saint-Christol é uma comuna francesa na região administrativa de Auvérnia-Ródano-Alpes, no departamento de Ardèche. Estende-se por uma área de 14,63 km². Em 2010 a comuna tinha 105 habitantes (densidade: 7,2 hab./km²).